# Most Strzegomski
Most Strzegomski (Lohebrücke) – most położony we Wrocławiu, stanowiący przeprawę nad rzeką Ślęza. Most zlokalizowany jest w rejonie osiedla Nowy Dwór (prawy brzeg rzeki) – Muchobór Wielki (lewy brzeg rzeki), w ciągu Ulicy Strzegomskiej i Ulicy Mińskiej.
Most ten został zbudowany w 1945 roku jako most jednoprzęsłowy o konstrukcji wykonanej w technologii żelbetowej, z ustrojem nośnym w postaci belek. Most ma długość 20,23 m, szerokość całkowitą 14,9 m, w tym 6,7 m to jezdnia, oraz chodniki 3,7 m szerokości. Nawierzchnia mostu wykonana została jako bitumiczna.
Niemieckie, przedwojenne nazwy mostów przerzuconych nad rzeką Ślęzą – Lohebrücke – oznaczają wprost: most na Ślęzie; nazwa ta stosowana była w odniesieniu do wszystkich ówczesnych mostów przerzuconych przez rzekę Ślęza – Lohe.
W latach 2009–2011 przebudowano ulicy Strzegomską od Obwodnicy Śródmiejskiej do ronda przy Ulicy Mińskiej i Ulicy Granicznej. Przebudowa obejmowała wykonanie dwóch jezdni (4 pasy ruchu) w miejsce jednej jezdni (2 pasy ruchu). Tym samym również Most Strzegomski został zastąpiony przeprawą składającą się z dwóch mostów dla dwóch kierunków ruchu.